# Полевское сельское поселение
Полевское се́льское поселе́ние — муниципальное образование в Октябрьском районе Еврейской автономной области Российской Федерации.
Административный центр — село Полевое.

## История
Статус и границы сельского поселения установлены Законом Еврейской автономной области от 26 ноября 2003 года № 230-ОЗ «О статусе и границе Октябрьского муниципального района»

## Население
| 2010  | 2011  | 2012  | 2013  | 2014  | 2015  | 2016  |
| ----- | ----- | ----- | ----- | ----- | ----- | ----- |
| 1565  | ↘1549 | ↘1500 | ↘1487 | ↘1464 | ↘1428 | ↘1384 |
| 2017  | 2018  | 2019  | 2020  | 2021  | 2023  |       |
| ↘1366 | ↘1346 | ↘1317 | ↘1300 | ↘893  | ↘844  |       |

## Состав сельского поселения
| № | Населённый пункт | Тип населённого пункта       | Население |
| - | ---------------- | ---------------------------- | --------- |
| 1 | Луговое          | село                         | ↘201      |
| 2 | Полевое          | село, административный центр | ↘691      |
| 3 | Самара           | село                         | ↘369      |
| 4 | Столбовое        | село                         | ↘304      |